# Мордехай бен Нісан
Мордехай бен Нісан га-Закен з Кукезова (івр. מרדכי בן ניסן הזקן) - караїмський вчений, який жив у Красному-Острозі, Польща, у XVII-XVIII століттях.

## Освіта
Навчався у Йосефа бен Шмуеля, хазана з Каліша, та Давида бен Шалома га-Закена, і в ранньому віці став знати як рабинську, так і караїмську літературу.

## Праці
Мордехай в основному відомий завдяки своїй праці "Дод Мордехай" (Відень, 1830), написаній у відповідь на чотири запитання, задані 1698 р. Давиду бен Шалом ха-Закену Якобом Трігландом, професором богослов'я в університеті Лейдена. Ці чотири запитання були: (1) Чи ідентична караїмська секта тій, що існувала на час Другого храму під назвою "садукеї", чи вона походить від Анана бен Давида, як стверджують рабиніти? (2) Чи був Акіла, прозеліт, до якого Менахем Калаї звертався з листами, ідентичним грецькому перекладачу чи автору Таргуму? (3) Чи Море Ахарон ідентичний Сеферу ха-Міцвоту Аарона бен Іллі з Нікомедії; якщо ні, хто був його автором? (4) Чи є у караїмської Біблії якісь варіанти від равбінської Біблії, і яке переважаюче переконання серед караїмів щодо часу введення голосних та наголосів?
Мордехай поділив свою роботу на 12 глав, кожна з яких носить ім'я єврейського племені. На перше запитання він відповів, що хоч караїмська секта і не є тотожною з садукеями, вона все ж існувала під час Другого храму. Він поділив історію караїмів на три епохи: перша, починаючи з утворення окремої громади без жодної зовнішньої відмінності від інших конгрегацій, за часів Симеона бен Шетаха ; другий початок з Анана, який виступив відкрито проти талмудистів; а третя - з XIV століття, коли почали відчуватися перші сліди занепаду караїзму. Друге питання залишається без відповіді. За його словами, ім'я "Менахем" не можна зустріти ніде, крім "Мібхару", і, отже, немає інформації про його особистість. Що стосується автора Таргуму, Мордехай знає його лише завдяки раввінським властям. На третє запитання відповів задовільно, і Мордехай передає, до речі, інформацію про караїмські роботи, знайдені в Польщі. Караїмська Біблія, за його словами, у відповідь на четверте питання не відрізняється від такої у рабинітів; а голосні та наголоси передаються Мойсею на горі Синай. Тут Мардохей цитує Азарію дей Россі і демонструє величезні знання про рабинську літературу.
(Ця робота згодом була перекладена Йоганом Крістофом Вольфом на латинську мову та опублікована паралельними колонками на латинській та івриті як Notitia Karaeorum ( Гамбург, 1714).)
Крім того, Мордехай писав: Сефер Маамар Мордехай, коментар до Мібхара Аарона бен Джозефа; Дерек ха-Ям, дисертація про перехід Мібхара до Буття ix. 21; Келалім Яфім, елементарна єврейська граматика; Яд Адонай, тема якої невідома; Лебуш Малхут, про відмінності між рабинітами та караїмами; літургійні вірші, деякі з яких були включені в караїмський ритуал.

## Ресурси
- Singer, Isidore; Broydé, Isaac (1901–1906). "Mordecai ben Nissan ha-Zaken". In Singer, Isidore; et al. (eds.). The Jewish Encyclopedia. New York: Funk & Wagnalls.

- Jost, Gesch. des Judenthums und Seiner Sekten, ii. 371 et seq.;
- Fürst, Gesch. des Karäert. iii. 87 et seq.;
- Neubauer, Aus der Petersburger Bibliothek, pp. 76 et seq.